# Cộng đồng người hâm mộ manga và anime
Cộng đồng người hâm mộ manga và anime (hay tên khác là cộng đồng người hâm mộ) là một cộng đồng toàn cầu của những người hâm mộ thể loại manga và anime. Manga bao gồm manga, truyện đồ họa, bản vẽ và các tác phẩm nghệ thuật liên quan; trong khi anime bao gồm các loạt phim hoạt hình truyền hình, phim chiếu rạp và video. Chúng có nguồn gốc khởi điểm trong văn hóa giải trí Nhật Bản, nhưng phong cách và văn hóa này đã lan rộng ra toàn thế giới kể từ khi sự xuất hiện của nó tại phương Tây và Việt Nam vào những năm 1990.

## Otaku
Otaku là một thuật ngữ tiếng Nhật nói về những người có nhiều sự quan tâm ám ảnh về manga, anime hoặc video game. Trong bối cảnh gốc ban đầu, thuật ngữ otaku được bắt nguồn từ một thuật ngữ tiếng Nhật để chỉ nhà hoặc gia đình của một người khác (お宅, otaku), nó cũng được sử dụng như một kính ngữ đại từ nhân xưng ngôi thứ hai. Hình thái tiếng lóng hiện đại được phân biệt với cách sử dụng cũ hơn qua cách viết bằng chữ hiragana (おたく) hay katakana (オタク hoặc ít thường xuyên hơn là ヲタク), hiếm khi viết trong rōmaji từng xuất hiện vào những năm 1980 trước đó. Trong anime Macross phát sóng lần đầu năm 1982, thuật ngữ đã được nhân vật Lynn Minmay sử dụng như một thuật ngữ kính ngữ. Nó dường như được tạo ra bởi nhà viết tiểu luận kiêm nhà văn khôi hài Nakamori Akio trong loạt tác phẩm của ông là An Investigation of "Otaku" (『おたく』の研究 "Otaku" no Kenkyū), xuất bản trên tạp chí lolicon tên là Manga Burikko. Các họa sĩ diễn hoạt như Mikimoto Haruhiko, Kawamori Shōji đã sử dụng thuật ngữ như một đại từ nhân xưng ngôi thứ hai từ cuối những năm 1970. Sau đó thói quen dùng từ otaku lan rộng một cách tự nhiên từ những người Nhật khác, tuy nhiên nó lại trở thành miệt thị và tăng tính công kích trong những thập niên 1990 với ngụ ý một con người lạc lõng xã hội. Otaku có thể được cho là đồng nghĩa với thuật ngữ tiếng Anh geek hoặc nerd. Tuy vậy, thuật ngữ đã bắt đầu được sử dụng lại một lần nữa bởi cộng đồng người hâm mộ anime và manga từ những năm 2000 với một cách tổng quát và tích cực hơn, ngày nay otaku thường được nhiều người bên ngoài cộng đồng sử dụng để chỉ những người hâm mộ anime và manga. Tuy nhiên, thế hệ otaku cũ giống như Otaking (King of Otakus, Vua Otaku) Okada Toshio đã nói trong cuốn sách Otaku Wa Sude Ni Shindeiru (オタクはすでに死んでいる) của ông rằng thế hệ mới của otaku tự xưng không phải là otaku thật sự, họ thiếu niềm đam mê và ý thức nghiên cứu vào một chủ đề tiểu văn hóa cụ thể và chỉ là những người hâm mộ thông thường với việc chi tiêu thái quá cho các sản phẩm mua bán.
Một loạt các nhóm người hâm mộ cùng nhau thúc đẩy đưa Uchū Senkan Yamato được phát sóng trở lại sau khi bộ phim bị dừng phát sóng trên truyền hình Nhật Bản trước đó. Tại Nhật Bản, anime và manga được gọi chung là ngành công nghiệp nội dung: anime, video game, manga và các hàng hóa có liên quan khác giống như các loại hình phương tiện khác biệt tập trung xoay quanh cùng một nội dung.
Tuy nhiên, thị trường manga tại Nhật Bản đang bắt đầu suy giảm. Năm 2007, ngành công nghiệp manga đã cho thấy một mức giảm 4% về doanh số so với năm trước, đây là năm thứ năm liên tiếp suy giảm. Các nhà nghiên cứu người Nhật và người Mỹ đã đề xuất rằng điều này có thể là do sự suy giảm dân số trẻ tại Nhật Bản và sự thiếu hứng thú với việc đọc. Nhà phê bình manga kiêm dịch giả Matt Thorn Rachel đã phát biểu rằng có sự bất mãn ngày càng tăng với việc thiếu vắng sự độc đáo trong nhiều manga. CEO của 4Licensing Corporation là Kahn Al phát biểu rằng "Manga là một vấn đề bởi vì chúng ta đang ở trong một nền văn hóa không phải là một nền văn hóa đọc" và "manga đang hấp hối tại Nhật Bản". Phó chủ tịch của Viz Media là Coppola Liza nói rằng sự phổ biến rộng rãi của điện thoại di động và khả năng xem anime cũng như manga trên điện thoại di động có thể là nguyên nhân làm giảm nhu cầu về anime và manga.

### Cộng đồng người hâm mộ nói tiếng Anh
Cộng đồng người hâm mộ trong thế giới nói tiếng Anh bắt đầu từ những năm 1970 và tăng trưởng đều đặn. Theo Patten Fred thân Nhật Bản thì câu lạc bộ đầu tiên của người hâm mộ Hoa Kỳ dành cho hoạt hình Nhật Bản là Cartoon/Fantasy Organization, bắt đầu tại Los Angeles năm 1977. Sự phát triển của nó được miêu tả bằng những làn sóng mà  Poitras Gilles cũng như Lewis Bruce và Sterling Cathy đặt tên là "thế hệ" đặc biệt, thường bị xúi giục bởi một tác phẩm phi thường.
Tại Philippines, kênh truyền hình GMA-7 đã bắt đầu phát sóng Chōdenji Machine Voltes V năm 1978. Nó là sự khẳng định đầu tiên của người Philippines với hoạt hình Nhật Bản. Chōdenji Machine Voltes V nhanh chóng trở nên rất phổ biến với những đứa trẻ trên khắp Philippines, dẫn đến sự phổ biến đại chúng đột ngột của một loạt các chương trình anime khác liên quan đến thể loại "Siêu Robot" (Super Robot) tại Philippines. Nó đã sớm bị cấm vào năm 1979 do quyết định từ tổng thống Ferdinand Marcos trong khi còn năm tập nữa kết thúc bộ phim, kéo theo một loạt các anime dài tập khác đang phát sóng cùng thời điểm đó vì các chủ đề bạo lực và chiến tranh. Tuy nhiên, điều đó không cản trở tình yêu ngày càng tăng của người Philippines với anime, dẫn đến sự phổ biến rộng rãi của anime và manga trên khắp Philippines.
Poitras Gilles xác nhận thế hệ đầu tiên là "thế hệ Astro Boy". Mặc dù là loạt phim truyền hình anime đầu tiên và phổ biến nhất tại Hoa Kỳ nhưng Astro Boy vẫn không tạo được nhiều những người hâm mộ say mê nhiệt thành (hardcore fan), dù vậy nó đã phô bày ra cho những người xem về phương tiện và tăng khả năng tiếp nhận của họ đối với nó sau này. Những "người hâm mộ thuở ban đầu" hay "thế hệ người cũ" đã tiêu thụ các tựa phim Mahha GōGōGō, 8 Man và Battle of the Planets như những mặt hàng chủ lực. Những người hâm mộ này đã nhận thức rõ hơn rằng những gì họ đã từng tiêu thụ là tiếng Nhật và chủ động tìm kiếm thêm. Thế hệ "Yamato" hay "Star Blazers" hình thành từ loạt phim Uchū Senkan Yamato được phát sóng chính thức vào khoảng năm 1979-1980. Poitras Gilles phát biểu rằng thế hệ này rất trung thành bởi vì cách dẫn chuyện mạnh mẽ của Star Blazers yêu cầu những người xem không bao giờ được bỏ lỡ một tập phim nào. Poitras Gilles đặt tên cho thế hệ tiếp theo là "thế hệ Robotech" sau loạt phim truyền hình Robotech phát sóng năm 1985, là thế hệ trưởng thành sớm nhất tại Hoa Kỳ và được phân biệt bởi những người hâm mộ nhận ra rõ ràng anime là một sản phẩm của Nhật Bản cùng những khác biệt đáng kể so với hoạt hình Mỹ. Những người hâm mộ từ thế hệ này và thế hệ Yamato đã tạo nên phần đáng kể của cộng đồng có tổ chức trong suốt những năm 1980. Bộ phim Akira được chiếu tại các rạp chiếu phim nghệ thuật vào tháng 12 năm 1989, phim đã tạo ra một sự cuồng giáo tiếp nối mà Poitras Gilles gọi là "thế hệ Akira". Akira đã truyền cảm hứng một số thứ vào trong các tác phẩm khác nhưng đã bị trì hoãn nhiều lần và dần trở thành một tác phẩm bị cách ly trong mắt họ, làm lu mờ nội dung sáng tạo của anime và manga mà Akira đại diện.
Thập niên 1990, Poitras Gilles nói rằng "một điều gì đó mới mẻ đã xảy ra ở Hoa Kỳ", thế hệ Thủy thủ Mặt Trăng đã ra đời. Nhiều thế hệ trước hầu hết là những người hâm mộ ở độ tuổi đại học, tuy nhiên Thủy thủ Mặt Trăng năm 1995 đã được chuyển thể sang tiếng Anh và thu hút sự chú ý của mọi người - thậm chí cả thanh thiếu niên đang độ tuổi đi học, nhiều người trong số họ là nữ. Trong khoảng vài tháng, độ tuổi người hâm mộ đã thay đổi đột ngột và sở thích của họ đã đa dạng hóa nên nhiều tựa đã được chuyển thể sang tiếng Anh.  Poitras, Lewis và Sterling miêu tả thế hệ hiện tại của những người hâm mộ là "thế hệ Otaku", tuy nhiên không nhất thiết phải áp dụng từ otaku cho những người hâm mộ hiện tại. Đối với thế hệ này thì việc phát hành một tựa phim trên truyền hình trong quá khứ là đủ khác lạ, khiến cho những người hâm mộ thường nhớ đến trải nghiệm anime đầu tiên của họ như một điều gì đó đặc biệt. Poitras nhận xét về "thế hệ Otaku" rằng lượng người hâm mộ bên trong cộng đồng được đặc trưng bởi một dòng chảy liên tục tốt hơn những con sóng trước đây.
Tại Hoa Kỳ, cộng đồng người hâm mộ đã hình thành giống như một nhánh từ cộng đồng người hâm mộ khoa học viễn tưởng với những người hâm mộ mang theo nhiều bản in nhập khẩu của manga Nhật Bản tới các hội chợ. Trước khi anime được cấp phép bản quyền tại Hoa Kỳ, những người hâm mộ đã muốn có một tổ chức sẽ lấy các bản sao của anime chiếu rạp và tạo phụ đề cho chúng, từ đó đánh dấu điểm khởi đầu hình thành nên các fansub. Vào năm 1994, anime đã trở nên phổ biến đại chúng tại Hoa Kỳ và đã bắt đầu được dịch sang tiếng Anh cũng như trình chiếu trên truyền hình, phổ biến nhất là các loạt phim shōnen dài tập như Pokémon và Astro Boy.
Theo nhà sáng lập kiêm CEO của Hội Xúc tiến hoạt hình Nhật Bản (Society for the Promotion of Japanese Animation) Tatsugawa Mike nói cột mốc lịch sử đầu tiên cho anime tại Hoa Kỳ là trong những năm 1980 với sự ra đời của internet. Với internet, những người hâm mộ có thể giao tiếp dễ dàng với nhau hơn và có thể trao đổi thuận tiện các băng phụ đề do chính người hâm mộ làm, cũng như chất lượng các phiên bản anime cao hơn. Một số chuyên gia như Napier Susan, một giáo sư của tạp chí khoa học Japanese Language and Literature nói rằng Akira đã đánh dấu cột mốc lịch sử đầu tiên. Tuy nhiên, hầu hết các chuyên gia đồng ý rằng cột mốc lịch sử tiếp theo là năm 1992 khi nhà nhập khẩu phim U.S. Renditions đã phát hành băng anime phụ đề tiếng Anh đầu tiên vào năm đó với tựa đề Gunbuster. Theo Tatsugawa, thành công của Gunbuster đã kích nổ một loạt các bản phát hành tiếp đó.
Do quá trình bản địa hóa, rất nhiều người lớn lên cùng việc xem anime đã không nhận ra rằng nó có nguồn gốc từ Nhật Bản. Sau thành công của Power Rangers (phát sóng lần đầu tiên vào năm 1993), các công ty truyền hình Hoa Kỳ bắt đầu phát sóng Thủy thủ Mặt Trăng năm 1995 và Dragon Ball Z năm 1996. Tuy nhiên, do sự thất bại tương đối của hai chương trình (nhưng cả hai chương trình đã mang lại thành công khi phát sóng vào một thời gian sau đó trên Cartoon Network) thì anime dường như không có vẻ sẽ trở thành văn hóa đại chúng. Tuy nhiên, làn sóng "anime boom" tại Hoa Kỳ đã bùng nổ bằng việc phát sóng loạt anime dài tập Pokémon trên nghiệp đoàn truyên thông năm 1998, nó như là một bằng chứng dành cho các đài truyền hình và nhà phân phối Hoa Kỳ rằng các phương tiện truyền thông Nhật Bản có thể thành công trên thị trường Hoa Kỳ. Chỉ sau khi Pokémon và Power Rangers rời khỏi văn hóa đại chúng Hoa Kỳ thì khán giả Mỹ đã nhận thức rõ nguồn gốc Nhật Bản của anime.

### Cộng đồng người hâm mộ Châu Âu (Pháp, Ý, Tây Ban Nha và Đức)
Trong thập niên 1970, hoạt hình Nhật Bản đã đến Châu Âu chủ yếu là các tác phẩm nhắm vào trẻ em Châu Âu và Nhật Bản với những kết quả là  Heidi, Chiisana Viking Bikke và Barbapapa. Tuy nhiên, những tác phẩm này không được thừa nhận là các sản phẩm của Nhật Bản và không kiếm được nhiều tiền từ một nhóm những người hâm mộ nhiệt thành. Tại Ý, Tây Ban Nha và Pháp đã phát triển một sự quan tâm đối với nhiều hoạt hình Nhật Bản hơn là dành cho các chương trình truyền hình tại các nước đó, nguyên nhân nhờ thành công của các tác phẩm hợp tác trước đây cũng như số lượng bán ra và giá thành rẻ của hoạt hình Nhật Bản trong sự so sánh với hoạt hình Mỹ. Đặc biệt, Ý đã nhập hầu hết anime bên ngoài Nhật Bản. Giống như tại Philippines, thể loại 'Siêu Robot' (Super Robot) trở nên rất nổi tiếng với các chương trình truyền hình như Grendizer và Mazinger Z. Tuy nhiên, nhiều thể loại khác đã được thêm vào để pha trộn với space opera (sử thi không gian) như Kyaputen Hārokku, hoặc kết hợp các chương trình shoujo như Candy Candy và Versailles no Bara, hay thể thao như Tsubasa Giấc mơ sân cỏ cùng nhiều thứ khác. Tuy nhiên, Đức đã từ chối phần lớn anime do Mahha GōGōGō và Captain Future chứng minh là có vấn đề, Đức chỉ mua những tác phẩm văn học phương Tây của hãng Nippon Animation. Đó chỉ là trong khoảng thời gian nổi lên của truyền hình cáp những thập niên 1990 mà nhiều loạt phim Nhật Bản như Shin Taketori Monogatari: Sennen Joō và Versailles no Bara đã được phát sóng. Một mối quan hệ mạnh mẽ đối với các sản phẩm độc đáo của Nhật đã được phát triển giữa một thế hệ trẻ em Đức trong giai đoạn này.

### Cộng đồng người hâm mộ tại châu Á
Dưới tác động của chính sách Đổi mới năm 1986 tại Việt Nam từ kinh tế tập trung sang kinh tế thị trường, nhà xuất bản Kim Đồng từ năm 1992 đã xuất bản Doraemon, Dragon Ball, Thủy thủ Mặt Trăng tạo bùng nổ văn hóa đại chúng Nhật Bản với thanh thiếu niên người Việt.

## Kháng nghị của manga và anime
Một kháng nghị chính của anime là các tác phẩm nghệ thuật của nó; một vài những người hâm mộ cho rằng chất lượng hình ảnh của nó vượt trội so với hầu hết các phim hoạt hình được sản xuất tại Hoa Kỳ và nhiều người bỏ qua tất cả hoạt hình không phải của Nhật Bản. Một người hâm mộ đã miêu tả việc hứng thú với anime bởi vì "không có đường phân chia giữa các hiệu ứng đặc biệt và cái gì là thực... nó chỉ là cách một ai đó tưởng tượng nó". Biên tập viên nội dung của Anime Fringe là Kolodziejczak Holly đã được miêu tả bị ngạc nhiên bởi chiều sâu của anime không giống như những phim hoạt hình mà cô đã từng xem trước đây: "các nhân vật có cá tính thực sự, cảm xúc và động lực riêng của họ dành cho hành động, sức mạnh và sai lầm giúp  nâng lên giá trị nhân vật. Họ giống như những con người đời thực hơn, và do đó mọi người có thể dễ dàng nhận ra nhiều điều hơn với họ. Green Larry của Nausicaa.net đồng ý và bổ sung thêm rằng anime thảo luận những chủ đề dành cho cả người trưởng thành và trẻ em trong khi tại Hoa Kỳ thì hoạt hình theo truyền thống dành cho trẻ em. Anh cũng phát biểu rằng bất kỳ người xem nào cũng có thể tìm thấy một thứ gì đó theo sở thích của họ do quy mô sản xuất anime lớn.
Một giáo sư của tạp chí khoa học Japanese Language and Literature là Napier Susan J đã nói rằng những người hâm mộ anime "tìm nơi ẩn náu trong một nền văn hóa khác với lối sống đặc trưng của người Mỹ". Bà phát hiện ra rằng sự mê hoặc với văn hóa Nhật Bản không phải là một khái niệm mới và đã tồn tại từ giữa thế kỷ 19. Ví dụ như một bức tranh của Claude Monet có tựa đề La Japonaise miêu tả người vợ của Monet đang mặc một bộ kimono với quạt tay Nhật Bản xuất hiện trên phần phông nền. Napier miêu tả sự quan tâm này ở Nhật Bản như một "sự trốn thoát khỏi cách mạng công nghiệp... một mục tiêu không tưởng" đối với nhiều người Châu Âu".

### Fan service
Fan service là yếu tố có trong một bộ phim anime, thường được cố ý thêm vào nhằm làm hài lòng khán giả. Mặc dù fan service thường đề cập đến những phân cảnh khiêu khích tình dục, nhưng nó cũng đề cập nhiều đến các sự kiện có ít giá trị cốt truyện nhằm tạo kích thích cho những người xem, hoặc đơn giản là khiến họ chú ý như các phân cảnh chiến đấu và các vụ nổ lớn. Khi anime và manga được các công ty Hoa Kỳ dịch sang tiếng Anh, những tác phẩm gốc ban đầu thường bị biên tập lại nhằm xóa đi một số fan service giúp phù hợp hơn với các khán giả Hoa Kỳ. Tatsugawa Mike giải thích sự thay đổi này như là một kết quả của sự khác nhau giữa giá trị văn hóa Nhật Bản và Hoa Kỳ. Trong thực tế, một số anime dường như không có nội dung gì ngoài fan service như là chiến lược bán hàng của phía sản xuất. Một số người tin rằng sự phổ biến của fan service cho thấy sự thiếu trưởng thành trong cộng đồng người hâm mộ; một biên tập viên của Del Rey Manga đã đùa rằng manga Mahō Sensei Negima! có chứa fan service và nên được xếp hạng "dành cho người đọc chưa trưởng thành 16+" thay vì "người đọc trưởng thành 16+".

## Hội chợ anime

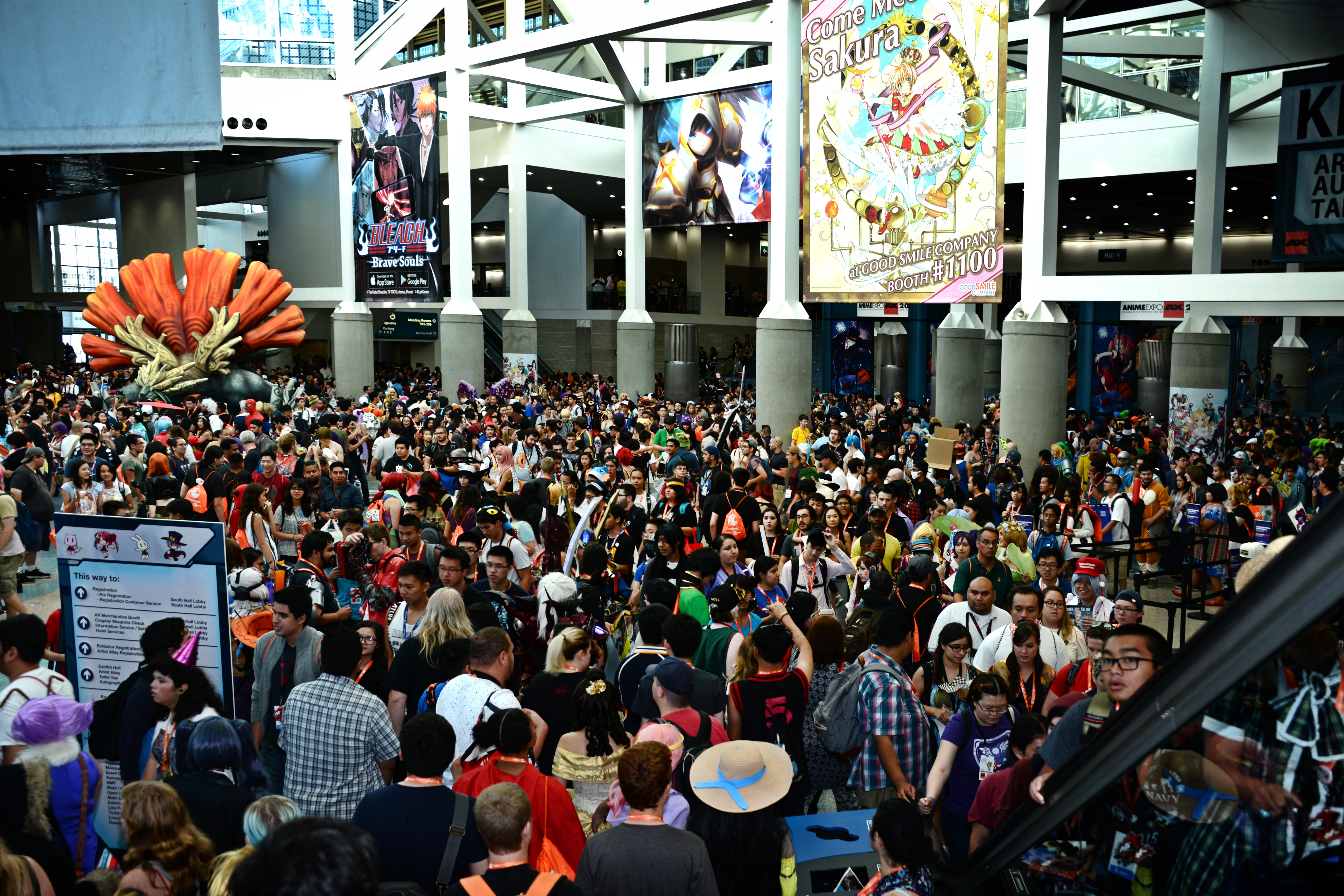
Hình ảnh người tham dự tập trung tại Anime Expo vào năm 2016, một trong những hội chợ anime lớn nhất Bắc Mỹ

Thông thường mỗi năm, cộng đồng người hâm mộ hay tổ chức một sự kiện mà hội họp các người hâm mộ anime, manga và văn hóa Nhật Bản lại với nhau, với trọng điểm bàn tán về ba chủ đề này. Các hội chợ anime tổ chức trong nhiều ngày tại các trung tâm hội nghị, khách sạn hoặc khuôn viên nhà trường đại học. Họ hoạt động đa dạng và tổ chức các hội đồng tham luận, với cosplay là tâm điểm lớn tại các hội chợ anime. Các hội chợ anime ngoài ra được sử dụng như một phương tiện cho ngành công nghiệp, trong đó các xưởng phim, nhà phân phối, nhà xuất bản đại diện cho việc phát hành hay thông báo các anime liên quan của họ.
Các hội chợ anime cũng bao gồm các cuộc thi với nội dung tập trung vào trang phục (hoặc cosplay), tác phẩm nghệ thuật (vẽ, điêu khắc, hội họa), video âm nhạc liên quan đến anime, video game và rất nhiều hoạt động khác. Trong một số trường hợp, các giải thưởng tại hội chợ anime được trao tặng như là phần tiền chiến thắng trong các cuộc thi đó. Một phòng triển lãm hoặc các gian hàng kinh doanh cũng rất phổ biến tại các hội chợ anime. Các công ty xuất bản, nhà phân phối và những người sở hữu tư nhân khác cũng có thể đến trưng bày hoặc bán những sản phẩm mới nhất của họ cho người hâm mộ. Các hàng hóa có thể bao gồm tiểu thuyết hình ảnh, light novel, manga, anime đa phương tiện, mô hình nhân vật hành động, trang phục hoàn thiện hoặc còn thô, đĩa CD nhạc, phần mềm, đồ trang trí, đồ chơi, artbook, đồ ăn đặc biệt và nhiều.

## Hiểu biết về Nhật Bản

### Ngôn ngữ
Manga và anime đã khuyến khích nhiều người trẻ học tiếng Nhật. Trong những năm 1970, trường tiếng Nhật Saskatoon của Takaya Naoka đã được thành lập với một nhóm sinh viên chủ yếu là những người Canada gốc Nhật quan tâm đến nâng cao các kỹ năng ngôn ngữ của họ để trở về Nhật Bản. Tuy nhiên, sự phổ biến của ngôn ngữ đã tăng lên; kỳ thi năng lực tiếng Nhật được tổ chức lần đầu vào năm 1984 để đáp ứng nhu cầu ngày càng tăng về chứng nhận chuẩn hóa tiếng Nhật. Sasaki Yuki - người hiện làm việc cho chương trình tiếng Nhật tại đại học Georgia - đã lưu ý rằng khi cô lần đầu làm việc cho chương trình năm 1994 thì hầu hết sinh viên đều quan tâm đến tiếng Nhật dành cho các chuyên ngành kinh tế trong nước; tuy nhiên vào năm 2004 thì các sinh viên đã quan tâm nhiều hơn đến việc "dịch các lời bài hát nhạc pop Nhật Bản và nói chuyện hào hứng về nhân vật anime Nhật Bản Cardcaptor Sakura. Phản hồi lại với tình cảm này, Takaya cũng nói rằng khoảng 60% sinh viên của cô đang học tiếng Nhật vì anime.
Mặc dù một số người hâm mộ tự dịch phim tuyên bố (do tính bất hợp pháp của fansub) rằng họ sẽ dừng phân phối sau khi các loạt phim được cấp phép nhưng rất nhiều phiên bản anime của người hâm mộ tự dịch đã được tạo ra bởi quá trình bản địa hóa ngôn ngữ cứng nhắc trong các bản dịch chính thức. Theo một khảo sát thì chỉ có 9% người hâm mộ thích lồng tiếng hơn so với phụ đề; một số người hâm mộ tin rằng quá trình bản địa hóa ngôn ngữ làm giảm chất lượng anime với cảm giác bị mất đi một số thứ trong bản dịch chính thức và do đó hãy tìm đến các fansub cho hình thái thuần khiết của văn hóa Nhật Bản. Hầu hết những người hâm mộ nhiệt thành đều bị thúc đẩy bởi mong muốn không bỏ lỡ những câu chuyện đùa và chơi chữ hay hiện diện trong anime và manga. Trong thực tế, hầu hết mọi người quan tâm đến anime đều thể hiện ít nhiều một mong muốn vượt qua để học tiếng Nhật, nhưng thường không kiên trì do không có thời gian hoặc những tin đồn về những khó khăn liên quan đến việc học tiếng Nhật. Các thuật ngữ tiếng Nhật đã được hợp nhất rất tốt vào nền văn hóa người hâm mộ anime và manga trong một hội chợ FanimeCon, một người mới đã bày tỏ sự nhầm lẫn ở một số thông báo bởi vì cô ấy không thể hiểu được những từ tiếng Nhật đã được dùng. Khi những người hâm mộ đã thành thạo tiếng Nhật, họ thường trở nên khó tính hơn đối với chất lượng các bản dịch khác nhau, một số phê bình các bản dịch thuật khác biệt trong cùng một anime do các nhóm fansub khác nhau cùng dịch.
Một số người hâm mộ thậm chí quyết định dịch chuyên nghiệp. Trong thực tế, những người nói tiếng Anh lưu loát và biết đủ tiếng Nhật thường được ưu tiên dịch thuật hơn những người nói tiếng Nhật thông thạo và biết đủ tiếng Anh bởi vì ngữ pháp của nhóm thứ hai có khuynh hướng cứng nhắc. Biên tập viên của Del Rey Manga tìm thấy nhiều tài năng của công ty thông qua các hội chợ.

### Văn hóa
Manga và anime cũng đã truyền động lực cho nhiều người trẻ tìm hiểu về văn hóa Nhận Bản, thực tế cộng đồng người hâm mộ anime rất khuyến khích mọi người làm như vậy. Những người hâm mộ cũng học về kính ngữ tiếng Nhật từ manga và anime. Nhiều công ty như Del Rey Manga hay Go! Comi đã thêm những ghi chú giải nghĩa chi tiết về các kính ngữ mà không thể dịch hoàn toàn do khác biệt giữa các ngôn ngữ.

## Công nghệ và Internet
Sự phát triển của internet đã có những ảnh hưởng sâu sắc đến cộng đồng những người hâm mộ anime và cách thức mà anime được tiêu thụ. Ngoài ra, sự quan tâm của người hâm mộ anime đã truyền cảm hứng cho nhiều sự phát triển trong công nghệ. Khoảng 68% những người hâm mộ anime có được anime thông qua việc tải xuống từ internet hoặc thông qua bạn bè của họ, một tỷ lệ lớn hơn rất nhiều so với bất kỳ loại hình đa phương tiện nào khác. Kết quả là những người hâm mộ đã tạo được một số tiến bộ tinh vi nhất trong phần mềm mạng ngang hàng để tìm kiếm và tải xuống anime trực truyến nhanh hơn. Những người hâm mộ khác đã tạo ra các website sử dụng một máy chủ khách để tìm kiếm trên internet các video bản sao và các tập mới, tương tự như Google về cách họ thu thập thông tin mỗi website và lưu thông tin được thu thập vào cơ sở dữ liệu. Công cụ tìm kiếm luôn cập nhật tất cả các tập phim từng ngày. VirtualDub là một tiện ích xử lý và bắt hình video, được tạo ra lần đầu tiên để sử dụng trên một anime chuyển thể của Thủy thủ Mặt Trăng. Mong muốn mô phỏng tất cả các hình thức truyền thông mà anime và manga mang đến đã khiến PyTom tạo ra Ren'Py, một công cụ phần mềm mã nguồn mở cho phép tạo ra các visual novel mà không cần một nền tảng lập trình.
Một số cộng đồng trực tuyến đã được hình thành, giúp những người hâm mộ có thể cùng nhau chia sẻ và tương tác. Các website cung cấp dịch vụ chia sẻ tập tin như vậy rất phổ biến và có sức ảnh hưởng, giúp mọi người có thể truy cập dễ dàng anime và manga. Cộng đồng cũng đã dẫn đến sự hình thành các cộng đồng người hâm mộ manga và anime trên các website, nơi mọi người có thể có thể chia sẻ fan art - một trong những cách phổ biến nhất để người hâm mộ thể hiện tình yêu của họ với anime. Những cộng đồng này có xu hướng làm nhiều hoạt động hơn là chỉ chia sẻ tập tin. Giống như hầu hết các diễn đàn trực tuyến trên internet, họ thảo luận về các chủ đề mà họ quan tâm và muốn biết thêm nhiều hơn về những điều đó.

## Tham quan tại Nhật Bản

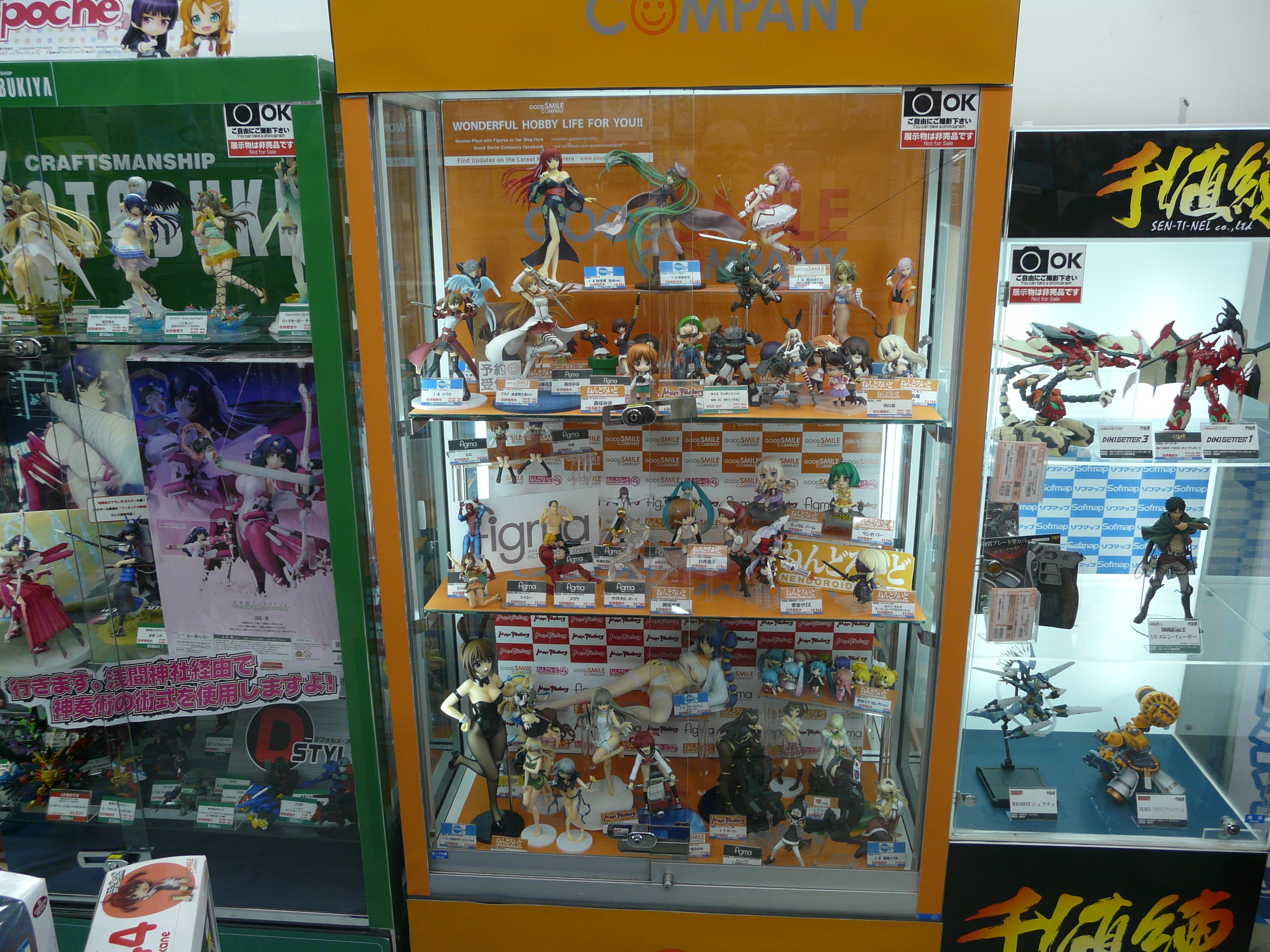
Các tủ trưng bày nổi bật với nhiều mô hình nhân vật manga và anime Nhật Bản đặc trưng tại Akihabara

Nhiều người hâm mộ anime mơ ước được một ngày đặt chân đến Nhật Bản. Một số lượng lớn các hãng lữ hành nổi tiếng đến từ Nhật Bản đã bắt đầu cung cấp các chuyến du lịch anime. Năm 2003, công ty Pop Japan Travel được thành lập để giúp các khách hàng trải nghiệm ngành công nghiệp nội dung của Nhật Bản (bao gồm anime, trò chơi, ẩm thực và thời trang) bằng cách cho phép họ ghé thăm các xưởng phim và gặp gỡ các nghệ sĩ cùng rất nhiều hoạt động khác. Rất nhiều bảo tàng khác nhau dành riêng cho ngành công nghiệp tồn tại trên khắp Nhật Bản, như Bảo tàng hoạt hình Suginami tại Tokyo và Bảo tàng manga Tezuka Osamu tại tỉnh Hyōgo. Các địa điểm phổ biến khác bao gồm những nơi mà mọi người có thể thưởng thức các hoạt động có liên quan đến anime, ví dụ như mua sắm các mặt hàng có liên quan hoặc hát các bài nhạc chủ đề anime. Ngoài ra, những người hâm mộ thích tham quan các địa điểm thực tế tạo bối cảnh phim cho một số anime, cũng như các địa điểm quay các phim người đóng được chuyển thể  từ ngành công nghiệp nội dung. Ví dụ như sự phổ biến đại chúng của Lucky Star đưa rất nhiều người hâm mộ của nó đến với các địa điểm thực tế được mô phỏng trong anime bắt đầu từ tháng 4 năm 2007.
Một địa điểm nổi tiếng dành cho những người hâm mộ manga và anime đến thăm là Akihabara thuộc Tokyo. Akihabara được gọi là "Khu phố điện tử", đây là một khu vực mua sắm lớn mà mọi người có thể mua manga và anime cũng như các loại hàng hóa otaku đa dạng khác. Tokyo Anime Center là một trong những địa điểm nổi tiếng nhất ở Akihabara với nhiều sự kiện đa dạng được tổ chức như trưng bày các bộ anime mới, các buổi triển lãm liên quan, talk show với diễn viên lồng tiếng và nhiều bản thu âm công khai các chương trình phát thanh.